# Roelof Dednam
Roelof Jakobus Dednam, né le 21 août 1985 à Bloemfontein, est un joueur sud-africain de badminton.
Aux Jeux africains de 2007 à Alger, il est médaillé d'or en double messieurs avec son frère Chris Dednam, médaillé d'argent en équipe mixte et médaillé de bronze en double mixte avec Michelle Edwards. 
Il est éliminé au premier tour du tournoi de double messieurs des Jeux olympiques d'été de 2008 à Pékin avec Chris Dednam.
Il obtient ensuite une médaille d'argent en équipe mixte aux Jeux africains de 2011 à Maputo.
Il remporte aux Championnats d'Afrique de badminton la médaille d'or en double messieurs en 2006 et en 2007, la médaille d'or par équipe mixte en 2007, la médaille d'argent de double mixte en 2010 et la médaille d'argent par équipe mixte en 2007.